# Alphonse Boog
Alphonse Boog (* 29. März 1872 in Battenheim; † 11. November 1949 in Riedisheim) war ein aus dem Elsass stammender französischer Komponist, Pädagoge und Historiker.
Als Sohn eines Webers wuchs Boog im Elsass auf und sang bereits als Sechsjähriger im örtlichen Kirchenchor; mit zwölf Jahren begann er, Orgelunterricht zu nehmen und wurde als assistierender Organist in der Dorfkirche eingesetzt. Zunächst strebte er allerdings eine Lehrerkarriere an; nach seiner Ausbildung am Grundschullehrerseminar in Colmar nahm Boog 1894 eine Stelle in Rixheim an, bat aber bald um Beurlaubung, um für zwei Jahre am Konservatorium in Strassburg u. a. Orgel und Musiktheorie zu studieren. 1896 kehrte er in den Lehrerberuf zurück und arbeitete daneben jahrelang als Organist in Ottmarsheim, Waltenheim und Dietwiller.
1914 wurde er zum Rektor der Knabenschule in Riedisheim berufen; im gleichen Jahr erhielt er die Organistenstelle in der Pfarrei Sainte-Afre von Riedisheim und wurde zugleich Leiter des Kirchenchors. Im Rahmen dieser Tätigkeiten nahm er in verschiedenen kirchlichen Gremien der katholischen Kirche im Elsass Einsitz und trat als Komponist in Erscheinung; unter seinen Werken finden sich vor allem geistliche Musik sowie einige weltliche Männerchorlieder.
1935 trat Boog von seinem Rektorenposten zurück, verblieb daneben aber noch bis 1946 als Chorleiter und Organist tätig. Besonderes Verdienst hat Boog durch seine historische Forschungsarbeit zur Geschichte von Riedisheim, welche er in seiner Heimatkunde des Dorfes Riedisheim gesammelt und 1938 erstmals veröffentlicht hatte.
Boog verstarb 1949 im Alter von 77 Jahren; ihm zu Ehren ließ die Riedisheimer Gemeinde 1959 ein Denkmal errichten sowie einen öffentlichen Platz nach ihm benennen.